# 菊池拓斗
菊池 拓斗（きくち たくと、1993年1月16日 - ）は、福島県矢吹町出身の元野球選手（捕手）、元教師、YouTuber、プロ野球コーチ。右投右打。現在は福岡ソフトバンクホークスでスキルコーチを務める。

## 経歴
小学校時代にソフトボールを始め、中学校時代に軟式野球をプレー。福島県立光南高等学校時代は1年夏からベンチ入りを果たし、その後は捕手でレギュラーを獲得。3年時には「4番・捕手」として県大会準優勝。2学年後輩に佐藤勇がいた。その後は富士大学に進学し、野球は大学まで続けた。大学時代は主に控えで、更に肩を痛めたことで一塁手や指名打者でのプレーが多かった。1学年上に山川穂高、同学年に外崎修汰がおり、山川とは後にソフトバンクで再会することとなる。
大学で野球選手を辞めてからは、1年間中学生の野球指導に携わったのち、福島県立清陵情報高等学校にて高校教師と野球部顧問（部長）を務めるも、「本当にやりたいことではなかった」と3年で退職し、2018年4月に渡米する。渡米後は約8か月間滞在し、アメリカのコーチングなどを学んだ。
帰国後は2020年8月に福島県須賀川市にて野球スクール「T-Academy」を設立し、少年野球を中心とした野球指導に当たる。その傍ら、InstagramやYouTubeでも野球技術を発信をしてきた。
2023年春、菊池のInstagramでの打撃理論に感銘を受けた近藤健介から打撃指導の依頼をダイレクトメッセージで受けた。この際の直接指導は叶わなかったものの、翌年の近藤の自主トレ期間中に対面での指導が実現した。
2024年12月27日に、福岡ソフトバンクホークスが新入団スタッフとして発表した。役職は「R&Dグループスキルコーチ」。同役職にはプロ野球経験のある長谷川勇也や明石健志も就いているが、違った視点を持った人物もいた方がいいのではないかといった中で、子供に理解できる指導は大人に指導するよりも難しく、それを経験している点もあって菊池の抜擢に至ったと、同球団のデータサイエンスコーディネーターである関本塁は入団経緯を明かしている。
2025年5月3日に、ベンチ入り可能な「スキルコーチ（打撃）」としてコーチ登録をされた。背番号は027。主力選手が相次いで離脱し、若手が一軍の主体になっていることから、迅速な指導を可能にするための措置である。

## 人物
高校時代は、自分に厳しく、仲間を鼓舞するタイプだった。
近藤健介は菊池の指導力について、「指導がめちゃくちゃよくて、おかげで2023年のWBCで打てた」と評価している。

## 詳細情報

### 背番号
- 027（2025年5月3日[10] - ）

## 関連情報

### 著書
- 「タクトtv」が教える“アメリカ式"バッティング上達法（2022年4月18日、コスミック出版、ISBN 978-4774741116）